# Irene Paredes Hernández
Irene Paredes Hernández   (Legazpi, 4 de juliol de 1991) és una futbolista basca que juga com a defensa al Futbol Club Barcelona. Internacional per Espanya, des del 2013 ha jugat un Mundial on va ha caure a la primera fase i una Eurocopa, on va arribar als quarts de final.
Va començar la seva carrera esportiva als clubs Ilintxa, Urola i Zarautz quan encara compaginava el futbol amb l'atletisme. Entre el 2008 i 2011 va jugar amb la Reial Societat i entre 2011 i 2016 a l'Athletic Club. El 2016 va fitxar pel Paris Saint-Germain, on va jugar a la Primera Divisió francesa i Lliga de Campions, fins al 2021. El juliol de 2021 va incorporar-se al Futbol Club Barcelona. L'agost de 2022 va ser escollida per la plantilla cinquena capitana de l'equip. També és capitana de la selecció espanyola i ho va ser del París Saint-Germain.

## Carrera

### Reial Societat
Nascuda a Legazpi, Guipúscoa al País Basc, Paredes es va unir a l'equip local Zarautz el 2007. Va fitxar per la Reial Societat un any després. El 5 d'octubre de 2008, va fer el seu debut amb el primer equip davant el Málaga a la Superliga.

### Athletic Club
Després de passar tres temporades a la Real Societat, Paredes va fitxar pel rival basc, l'Athletic Club, el 2011. Va passar cinc temporades allà, guanyant el camponionat de primera divisió en la seva darrera temporada final amb el club, la 2015-16. També va guanyar tres Copes Euskal Herria contra el seu antic club, la Real Sociedad el 2011, 2013 i el 2015. El 10 de juny de 2012 va ser expulsada per primera vegada a la seva carrera en la seva derrota per 1-2 contra l'Espanyol a la Final de la Copa de la Reina 2012.

### Paris Saint-Germain
El 2016, Paredes va signar pel Paris Saint-Germain. Va jugar la seva primera temporada de la Lliga de Campions Femenina de la UEFA després d'incorporar-se al PSG i va arribar a la final, on el seu equip va perdre 6-7 en penals contra l'Olympique de Lió.
El 31 de maig de 2018, va guanyar el seu primer trofeu amb el club, ja que el PSG derrotava el Lió per 1-0 a la final de la Copa de França de 2018. Va ser nomenada capitana del PSG abans del començament de la temporada 2018–19.
Al maig de 2019, Paredes va renovar el seu contracte amb el PSG per dos anys més, mantenint-la al club fins al 30 de juny de 2021. El 21 de setembre, Paredes va jugar la seva primera final com a capitana en que el PSG va ser derrotat per 3-4 per penals pel Lió en el Trophée des Championnes.
El 4 de juny 2021, Paredes va guanyar el primer títol de Division 1 del PSG, acabant amb 14 títols consecutius del Lyon. L'equip també va eliminar el Lyon de la Lliga de Campions i van arribar a les semifinals que van perdre amb el Futbol Club Barcelona.

### Barcelona

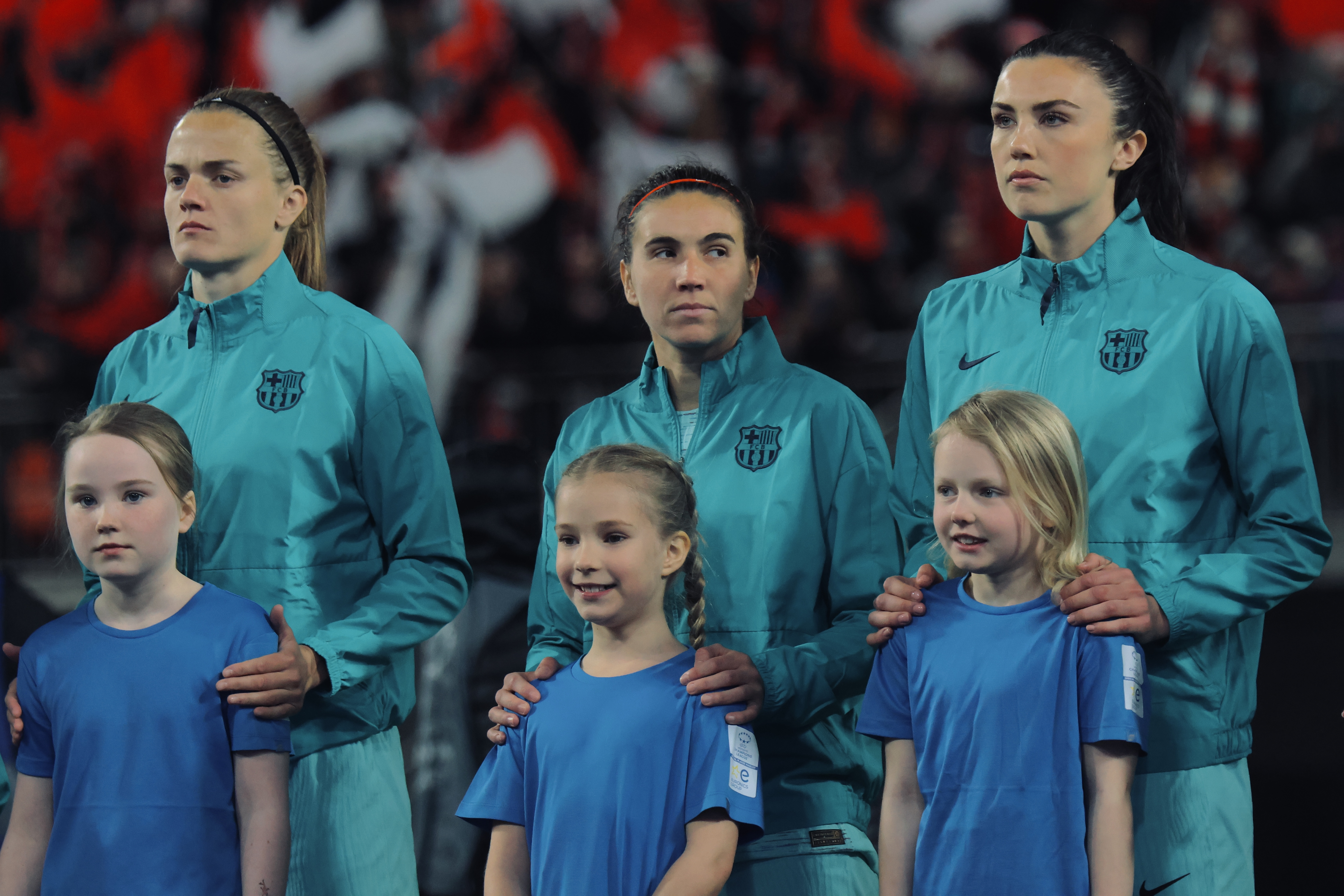
Amb Mariona Caldentey i Ingrid Engen, en un matx de la Lliga de Campions femenina de la UEFA 2023-24.

El 8 de juliol de 2021, Paredes va signar un contracte de dos anys amb el Barça després de la finalització del seu contracte amb el PSG.
La temporada 2023-2024, Paredes va formar part de l'equip que va guanyar els quatre títols possibles (Supercopa, Copa, Lliga i Lliga de Campions) i va ser nomenada per la UEFA integrant de l'equip ideal de la competició.

## Estadístiques
| Temporades    | Lliga             | Club                  | P   | G  | Actualitzat |
| ------------- | ----------------- | --------------------- | --- | -- | ----------- |
| 07/08         | D2                | CD Zarautz            |     |    |             |
| 08/09 - 10/11 | D1                | Reial Societat        | 82  | 6  |             |
| 11/12 - 15/16 | D1                | Athletic Club         | 128 | 21 |             |
| 16/17 - 20/21 | D1                | Paris Saint-Germain   | 85  | 13 |             |
| 20-21 - act.  | D1                | Futbol Club Barcelona | 240 | 40 | 29/5/2022   |
|               |                   |                       |     |    |             |
| 2011 - act.   | Selecció absoluta | Selecció absoluta     | 086 | 09 | 31/7/2022   |
| 2012 - act.   | Selecció absoluta | Selecció absoluta     | 04  | 0  | 31/7/2022   |

| Títols — Seleccions nacionals            |
| 1 Copa del Món                           |
| Títols — Clubs                           |
| 3 Lligues                                |
| 1 Lliga                                  |
| 2 Lligues de Campions                    |
| Reconeixements — Premis                  |
|                                          |
| Reconeixements — Seleccions de jugadores |
|                                          |

## Vida personal
L'abril de 2021 va anunciar que seria mare juntament amb l'exinternacional de hockey Lucía Ybarra, que estava embarassada. El 12 de setembre van anunciar el naixement del seu fill.

## Reconeixements
L'Ajuntament de Legazpi va aprovar el 30 de novembre de 2022 canviar de nom el complex esportiu de la localitat anomenat fins llavors Bikuña perquè porti el nom d'Irene Paredes, en honor seu. El complex esportiu de la localitat d'Urola Garaia està format pel camp de futbol, la pista d'atletisme, la pista multiesportiva i la pista de pàdel. El poliesportiu de Legazpi, en canvi, continuarà mantenint la seva denominació original de Bikuña.